# Pachycephalosaurus
Pachycephalosaurus („șopârlă cu cap gros”) a fost un dinozaur erbivor ce trăia pe teritoriul Americii de Nord cu aproximativ 70-66 milioane de ani în urmă. 

## Descrierea
Fiind cel mai mare Pachycephalosaurid, el avea o lungime de până la 4,5-5 m și o greutate de până la 450kg. Bazat pe alte pachicefalosauride, avea probabil un gât destul de scurt, gros, membrele anterioare scurte, un corp voluminos, membrele posterioare lungi și o coadă grea, care era probabil ținută rigidă de tendoanele osificate. Trăsătura principală pentru întregul grup este craniul. Capul sau era bombat, cu o porțiune foarte ridicata ce atingea o grosime de 25 de centimetri, în jurul craniului avea mici coarne care creau o coroană osoasă, unele ascuțite, altele rotunjite.

### Foloasele ridicăturii osoase
Un fapt cunoscut este că o ridicătură osoasă împodobea capul acestui dinozaur. Aceasta probabil că era folosită pentru luptele dintre masculi, iar aceste lupte aveau loc pentru cucerirea femelelor, adică în același scop ca și muflonii de astăzi. Dar ea era folosită și pentru apărare, deoarece acea ridicătură probabil era capabilă de a zdrobi oasele teropodelor  din acea zonă cum ar fi Dakotaraptor sau Dineobellator

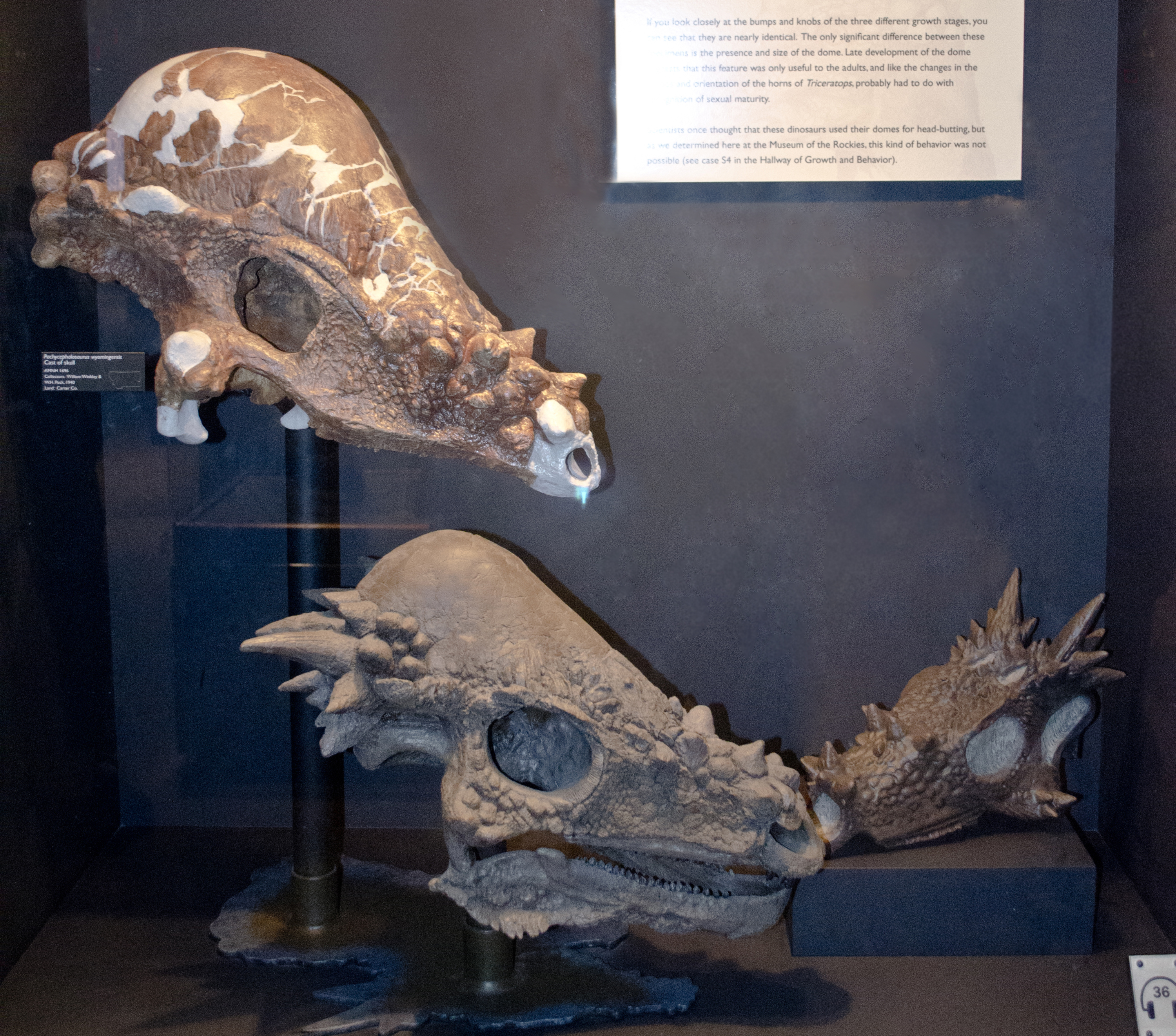
Craniul de Pachyceplasosaurus în diferite stadii de creștere

## Stadiile de creștere
În 2007 la întâlnirea anuală a Societății de Paleontologie a Vertebratelor savantul Jack Horner a prezentat diferite evidențe că dinozauri ca Dracorex hogwartsia și Stygimoloch spinifer era pur și simplu indivizi mai tineri ale P. wyomingensis care trăiau în acceași perioadă pe aceleași teritorii. În 2009 după mai multe studii ale craniilor acestor trei specii s-a constatat că ele într-adevăr sunt o specie la diferite vârste și probabil de gen diferit, iar mare parte din coarne cu timpul cădeau sau se rotunjeau cât timp craniul se mărea și se îngroșa

## Paleoecologia
Fosilele de Pachycephalosaurus au fost descoperite în formațiile Lance și Hell Creek care în acea perioadă erau zone mlăștinoase și păduri de conifere, iar ca vecini el avea dinozauri erbivori, ca Triceratops, Edmontosaurus, Ankylosaurus și Denversaurus, precum și teropode, ca Anzu, Struthiomimus, Dakotaraptor, și Tyrannosaurus.